# Fatima-grensovergang
De Fatima-grensovergang, ook wel bekend als de Good Fence-grensovergang, is een voormalige grensovergang tussen Libanon en Israël. Aan de Libanese kant ligt het dorp Kfar Kila en aan de kant van Israël ligt de grensovergang vlak bij Metula. Sinds Israël zich uit Zuid-Libanon heeft teruggetrokken en Hezbollah het gebied heeft overgenomen, zijn er aan de grens veel anti-Israëlische demonstraties geweest. Ook werd er soms met stenen gegooid.